# Beihania
Beihania é um gênero de traça pertencente à família Arctiidae.